# تسگندورف
تسگندورف (به آلمانی: Zeegendorf) یک منطقهٔ مسکونی در آلمان است که در شترولندورف واقع شده‌است. تسگندورف ۵۷۲ نفر جمعیت دارد.